# Esenbeckia nigricorpus
Esenbeckia nigricorpus är en tvåvingeart som beskrevs av Lutz 1909. Esenbeckia nigricorpus ingår i släktet Esenbeckia och familjen bromsar. Inga underarter finns listade i Catalogue of Life.